# 巴伯敦 (新澤西州)
巴伯敦（英語：Barbertown）是位於美國新澤西州亨特登縣的非建制地區。

## 歷史
巴伯敦的郵局於1888年設立，其後於1909年停運。

## 地理
巴伯敦所處的海拔為高於海平面141米（即463英呎），而該地所採用的時區為UTC-5，即北美东部时区（EST）。同時該地設有夏令時間，為UTC-5調快一小時，即UTC-4（EDT）。